# هگزادرایو
هگزادرایو (انگلیسی: HexaDrive) شرکت بازی ویدئویی ژاپنی است، که در سال ۲۰۰۷ تأسیس شد. دفتر مرکزی این شرکت در اوساکا، کشور ژاپن قرار دارد. تعداد کارکنان این شرکت در حال حاضر حدود  یکصد نفر است. این شرکت به توسعهٔ بازی‌های ویدئویی متنوعی از جمله «ریمستر بیوه‌زیار» (The 3rd Birthday)، «نیروی مقابله با زامبی» (Zombie Panic in Wonderland)، «نیروی مقابله با آدم‌ربایی» (Fighting Against Kidnapping) و «بی‌صدا» (Silent Hill: HD Collection) مشغول است. تعداد کارکنان این شرکت در حال حاضر حدود یکصد نفر است.